# Sân vận động Abbasiyyin
Sân vận động Abbasiyyin (tiếng Ả Rập: ملعب العباسيين) là một sân vận động đa năng toàn chỗ ngồi ở Damascus, Syria. Sân hiện được sử dụng chủ yếu cho các trận đấu bóng đá và là sân nhà của đội tuyển bóng đá quốc gia Syria. Đây cũng là sân nhà của các câu lạc bộ Giải bóng đá Ngoại hạng Syria Al-Wahda, Al-Jaish và Al-Majd. Sân vận động được xây dựng vào năm 1976 và có sức chứa lên đến 30.000 khán giả, là sân vận động lớn thứ 4 ở Syria.

## Lịch sử
Sân vận động ban đầu được khai trương vào năm 1957 với sức chứa 10.000 khán giả, để tổ chức các trận đấu bóng đá và các sự kiện điền kinh địa phương.
Vào dịp Đại hội Thể thao Liên Ả Rập lần thứ 5 vào năm 1976, sân vận động đã được tân trang lại hoàn toàn và sức chứa được mở rộng lên đến 40.000 khán giả.
Tuy nhiên, sau lần cải tạo gần đây nhất vào tháng 3 năm 2011, Sân vận động Abbasiyyin đã được biến thành một sân vận động tất-cả-chỗ-ngồi và sức chứa đã giảm xuống còn 30.000 chỗ ngồi.
Sân vận động Abbasiyyin đã tổ chức Đại hội Thể thao Liên Ả Rập lần thứ 5 và 7 vào năm 1976 và 1992 với tư cách là một địa điểm chính.
Vào ngày 6 tháng 5 năm 2001, một thánh lễ do Giáo hoàng Gioan Phaolô II tiến hành tại Sân vận động Abbasiyyin.